# فوگتارویت
فوگتارویت (به آلمانی: Vogtareuth) یک شهر در آلمان است که در بایرن واقع شده‌است.

## خصوصیات
فوگتارویت ۳۴٫۲۳ کیلومترمربع مساحت دارد ۴۸۴ متر بالاتر از سطح دریا واقع شده‌است.